# DT-GEO
El proyecto "Digital Twin for Geophysical Extremes" (DT-GEO) fue lanzado en septiembre de 2022 como una Acción de Innovación en Investigación del programa Horizonte Europa. Financiado bajo la convocatoria HORIZON-INFRA-2021-TECH-01-01 (Acuerdo de Subvención No 101058129), DT-GEO es una iniciativa que busca desarrollar un marco de simulación de vanguardia para la predicción de eventos geofísicos extremos, incluyendo tsunamis, terremotos, erupciones volcánicas y actividades sísmicas antropogénicas. Reúne a 26 destacadas instituciones de investigación europeas y cuenta con una financiación de 15 millones de euros para el período 2022-2025.

## Objetivos y Metodología
El objetivo principal de DT-GEO es usar la tecnología de los Gemelos Digitales (DTs) para modelar procesos naturales y sus impactos subsiguientes. Estos entornos digitales utilizan flujos de datos en tiempo real en conjunto con modelos computacionales de alta fidelidad, permitiendo una observación, análisis y capacidades predictivas continuas a través de la simulación. Aprovechando el poder de la supercomputación y la Inteligencia Artificial (IA), los DTs pueden recrear escenarios presentes y anticipar futuros con mayor precisión.
DT-GEO emplea un enfoque multidisciplinario que une las geociencias con capacidades de supercomputación. Como señala el profesor Arnau Folch, "DT-GEO promete transformar la comprensión y predicción de peligros naturales específicos, ofreciendo inmensos beneficios a las comunidades afectadas por tales fenómenos".

## Red y Colaboración
DT-GEO lo forman 26 instituciones asociadas con el mundo de la investigación. Al aprovechar el conocimiento de proyectos europeos existentes y Centros de Excelencia, el proyecto aspira a integrarse sin problemas en Destination Earth (DestinE), una iniciativa europea mucho más amplia centrada en crear un modelo digital de alta precisión del sistema terrestre.